# Doina Pană

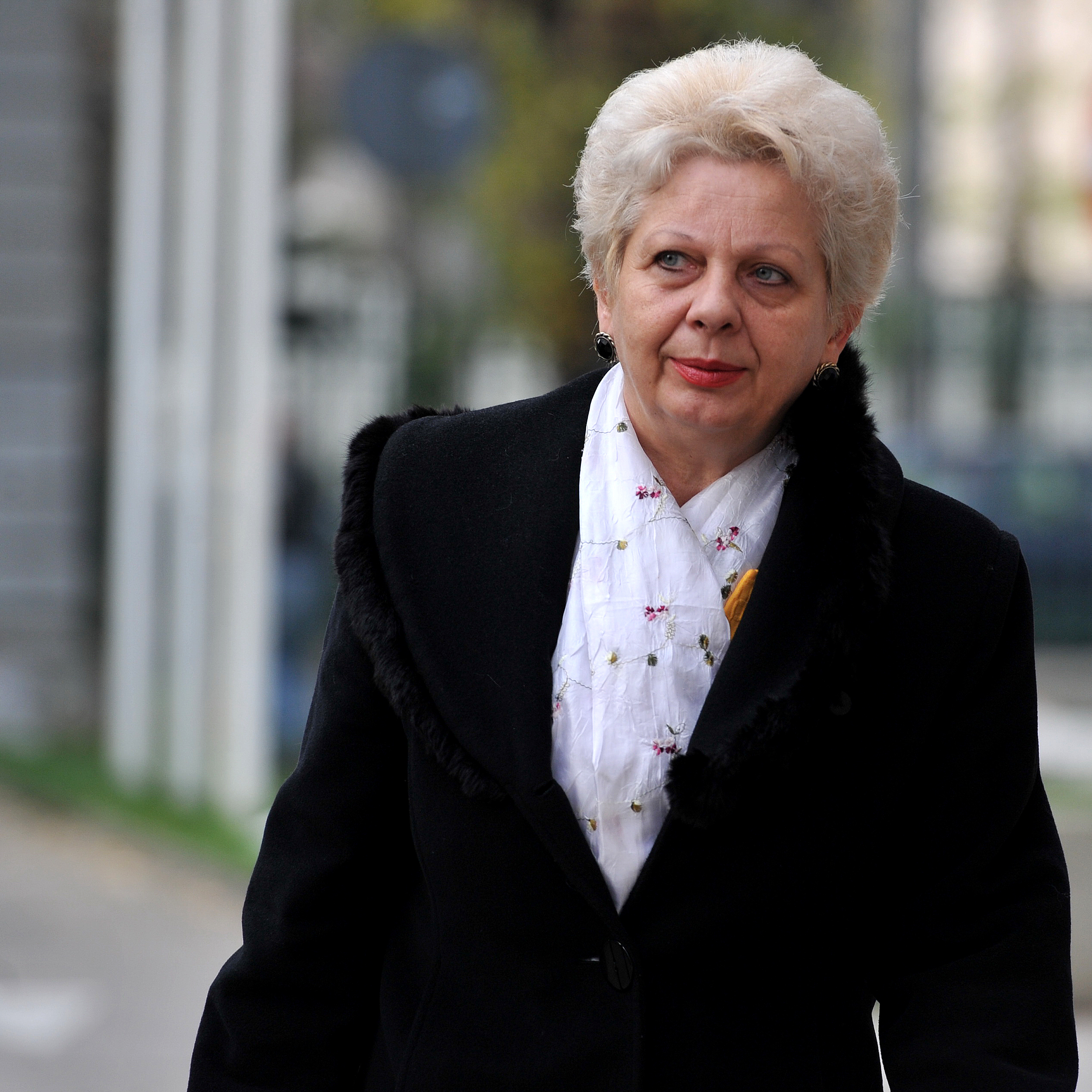
Doina Pană 2013

Adriana-Doina Pană (* 16. Mai 1957 in Matei) ist eine rumänische Politikerin (PSD).
Nach dem Besuch der Polytechnischen Universität Bukarest war Pană von 1983 bis 2002 Lehrerin und dann bis 2004 stellvertretende Direktorin am Colegiul Tehnic Bistrița. 2004 wurde Pană Kreisrätin im Kreis Bistrița-Năsăud. Im selben Jahr wurde sie in ihrer Partei Partidul Social Democrat (PSD) zur stellvertretenden Kreisvorsitzenden und im Jahr 2005 zur Vorsitzenden der PSD der Stadt Bistrița gewählt.
Von Februar bis Oktober 2009 war Pană Staatssekretärin im rumänischen Bildungsministerium, das von Ecaterina Andronescu geführt wurde, im Kabinett Boc I. Bei der Europawahl 2009 kandidierte sie erfolglos. Danach war Pană wieder stellvertretende Direktorin am Colegiul Tehnic Bistrița und ab 2012 Kreisschulinspektorin.
Bei der Parlamentswahl in Rumänien 2012 wurde Pană in die Abgeordnetenkammer gewählt. Im Dezember desselben Jahres wurde sie Beigeordnete Ministerin für sozialen Dialog im Kabinett Ponta II, dem sie bis zur Kabinettsumbildung 2014 angehörte. Ende Juni 2017 wurde Mihai Tudose Ministerpräsident, der sie als Ministerin für Wasser und Wälder in seine Regierung berief. Anfang des Jahres 2018 erklärte Pană aus gesundheitlichen Gründen ihren Rücktritt.
Doina Pană ist verwitwet und hat einen Sohn.